# Miller (Jaén)
Miller es una aldea perteneciente al municipio de Santiago-Pontones, en la provincia de Jaén (Andalucía, España).

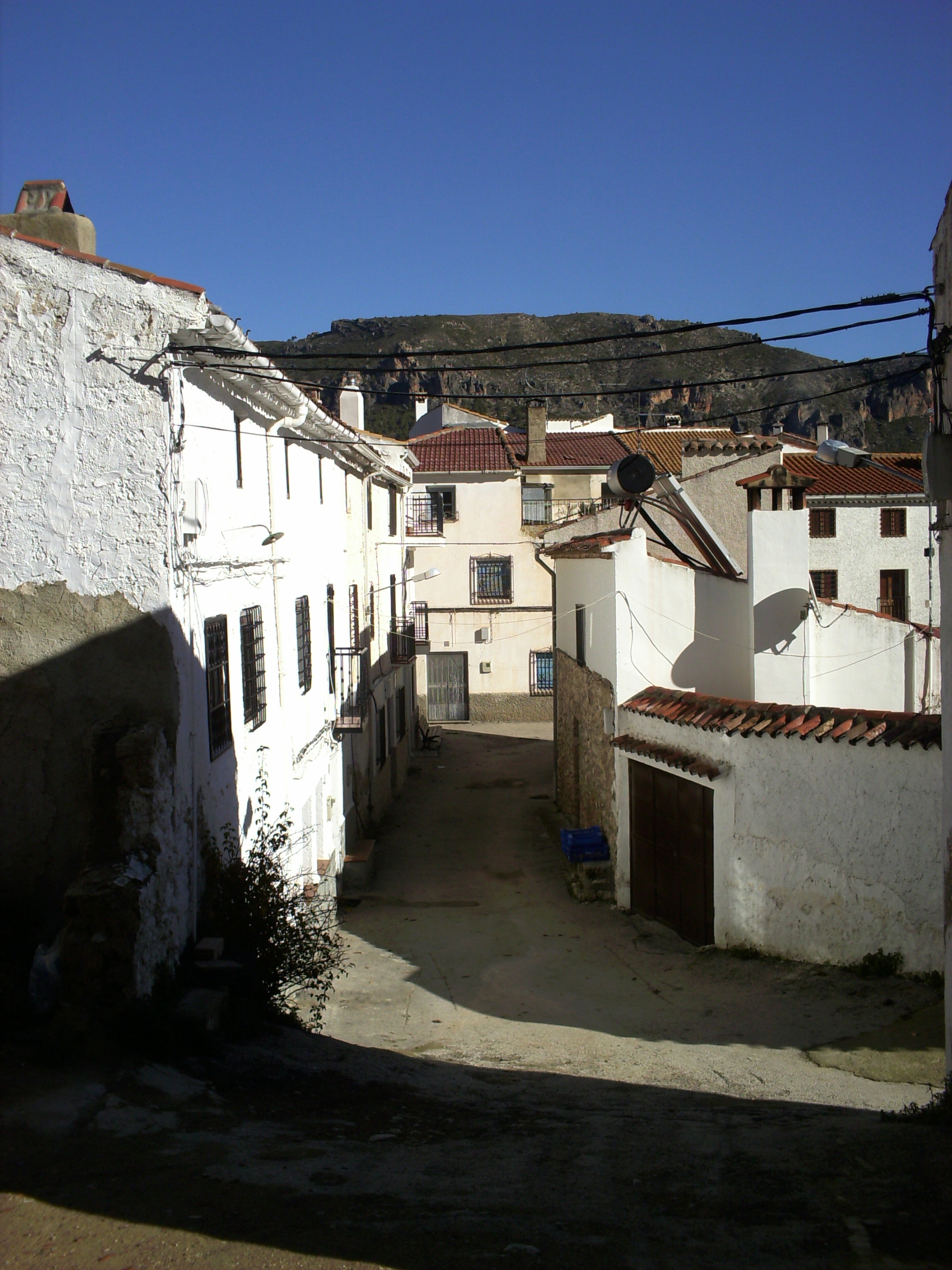
Calle en la aldea de Miller

La inclusión de Miller a la provincia de Jaén en 1833 fue llevada a cabo por Javier de Burgos, al reestructurar las provincias españolas. Así pues, buena parte de la Sierra de Segura fue integrada en Jaén, en la región de Andalucía. 

## Historia
La aldea de Miller aparece nombrada como tal ya en el siglo XII, en época de dominación árabe.
De esta época se conserva una torre de tres plantas y una muralla, pertenecientes a una casa fuerte o castillo que los árabes construyeron para defenderse de los almogávares. Fue ocupada de los siglos XIII al XVII. 
Durante el reinado de Alfonso XI entre 1412-1350, se cita Miller y otras aldeas del entorno en la obra del citado monarca titulada "Libro de la Montería" en la que hace una exposición de los mejores montes para la cacería del oso y otros animales en su reino. Esta fuente literaria castellana reafirma el origen árabe de la citada aldea.
Miller recibió población procedente de Segura de la Sierra, Siles y Santiago de la Espada en el último tercio del siglo XVI. A partir de ese momento, se establecen vecinos con carácter permanente tras siglo y medio de despoblación. Con la llegada de nuevos colonos a Miller de aquellos municipios, se puede hipotetizar con el origen de los actuales apellidos de la población millerera. Todo ello queda expuesto en "Miller en la Edad Moderna: el resurgir de Miller (siglos XVI-XVIII)".
En el siglo XIX fue ocupado durante las guerras carlistas por las partidas que en gran número se movían por las sierras de Jaén. Es el escenario de una leyenda sobre un tesoro.
La aldea cuenta con una iglesia construida en 1857 por los propios aldeanos. La parroquia de Santa Isabel está ubicada en la plaza homónima, la cual ha sufrido varios cambios a lo largo de los siglos XIX, XX y XXI. Por otra parte, tanto la Parroquia de Santa Isabel como la Fuente de Santa Isabel, ubicadas en la plaza homónima, han sido representadas artísticamente en varias ocasiones. 
También, en esta aldea se practica los bolos serranos, entre otros juegos populares característicos de la Sierra de Segura o de invención propia debido a la ingenuidad de los aldeanos de Miller. 

## Geografía
La aldea se sitúa cerca de la provincia de Albacete, en una ladera junto al río Segura, próxima a Las Juntas de Miller, donde se produce la confluencia de este río con su afluente, el río Zumeta. Se encuentra a 24 km de Santiago de la Espada.
En ella existen hasta veinte nacimientos de aguas distintos, encauzados en fuentes, acequias, chorros, molinos de agua, lavaderos públicos, etcétera. Rodeada de arbolado espeso, en ella abundan los nogales, las huertas y los pinos.

## Demografía
La aldea, a fecha de 1 de enero de 2017, contaba con 75 habitantes. Sin embargo, a principios del siglo XX, el periodista y abogado Luis Bello anotaba en su libro Viaje por las escuelas de España (1929) más de cuatrocientos habitantes en Miller. La bajada en el número de habitantes de la aldea fue producida por la emigración rural acaecida en las décadas de los 60 y los 70 del citado siglo.
Evolución de la población
| Gráfica de evolución demográfica de Miller entre 2000 y 2016       |
|                                                                    |
| Población de derecho (2000-2016) según el padrón municipal del INE |